# 주머니개미핥기
주머니개미핥기(학명:Myrmecobius fasciatus)는 호주 서부에서 발견되는 유대류 동물이다. 주머니개미핥기는 오로지 흰개미만 먹는다. 호주 서부지역의 상징인 주머니개미핥기는 현재 멸종위기에 처해있어 주 정부의 보호를 받고 있다.

## 특징
주머니개미핥기는 육식성 유대류인 주머니고양이목의 3개과(科) 중 하나이다.